# Machaerota woodlarki
Machaerota woodlarki är en insektsart som beskrevs av Maa 1963. Machaerota woodlarki ingår i släktet Machaerota och familjen Machaerotidae.
Artens utbredningsområde är Papua Nya Guinea. Inga underarter finns listade i Catalogue of Life.